# قرار مجلس الأمن التابع للأمم المتحدة رقم 209
اعتُمد قرار مجلس الأمن التابع للأمم المتحدة رقم 209 في 4 سبتمبر 1965، مع تدهور الوضع على طول خط وقف إطلاق النار في كشمير، دعا المجلس كلا من الهند باكستان إلى اتخاذ جميع الخطوات اللازمة لوقف القتال على الفور والعودة إلى جانبيهما من الخط. كما دعا المجلس الحكومتين إلى التعاون الكامل مع فريق مراقبي الأمم المتحدة العسكريين في باكستان، وطلب من الأمين العام تقديم تقرير عن تنفيذ القرار في غضون ثلاثة أيام.
تم اعتماد القرار بالإجماع.